# Pôle des crimes sériels ou non élucidés
Le pôle des crimes sériels ou non élucidés du tribunal judiciaire de Nanterre (PCSNE) est un pôle judiciaire dédié aux affaires criminelles non élucidées (surnommé pôle cold cases par la presse), un service français créé à Nanterre (Hauts-de-Seine) en 2022. 
Cette cellule spécialisée est chargée d'instruire les disparitions et crimes non élucidés en provenance d'autres tribunaux judiciaires français.

## Historique

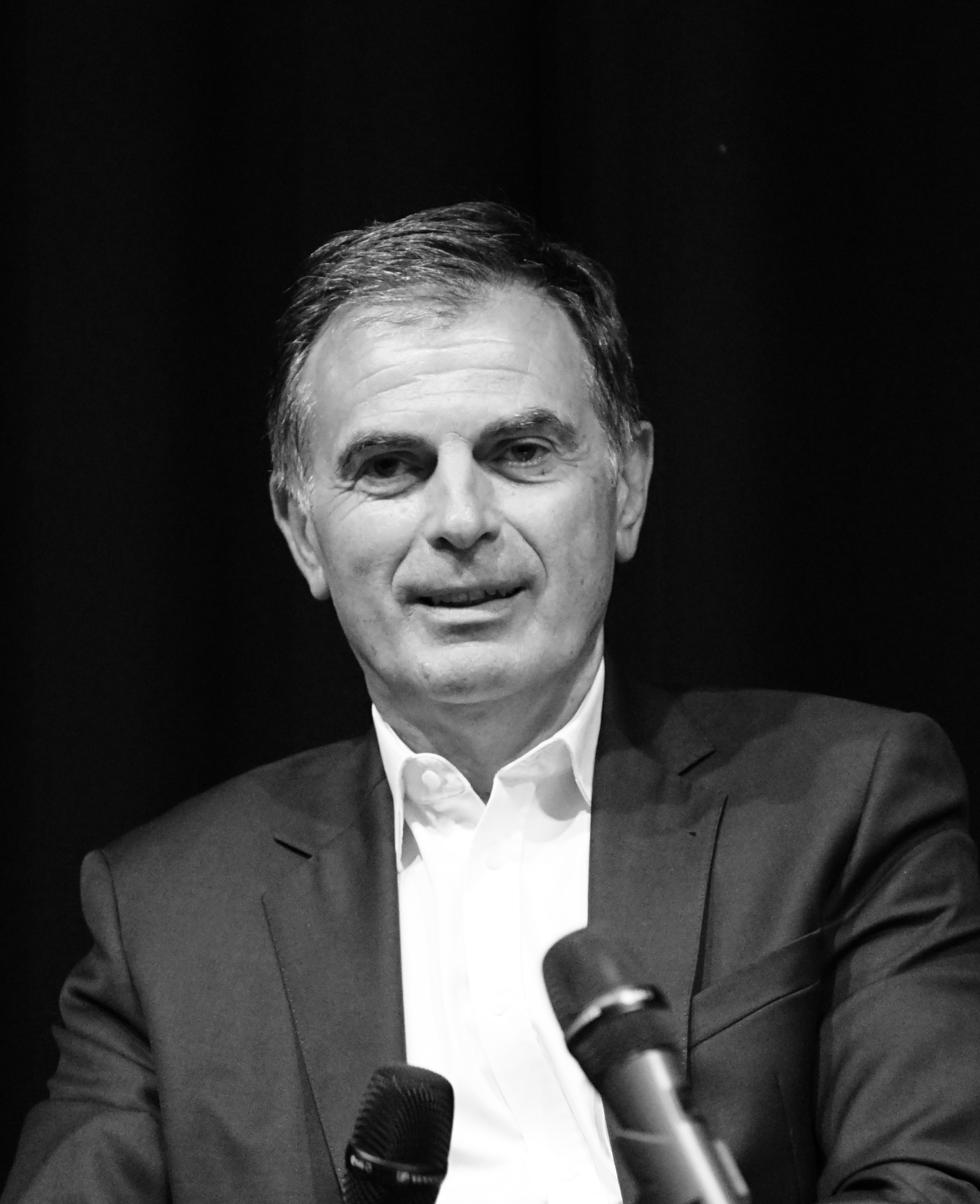
Jacques Dallest, en 2019

En juillet 2019, un groupe de travail présidé par le procureur général de Grenoble Jacques Dallest est chargé de réfléchir à l’amélioration du traitement judiciaire des affaires non élucidées. Un rapport est déposé en mars 2021. Parmi les vingt-cinq recommandations formulées, figure notamment la création d'un ou plusieurs pôles judiciaires spécialisés. Les lois pour la confiance dans l'institution judiciaire en date du 22 décembre 2021 entérinent cette proposition en prenant la décision de créer un pôle national spécialisé.
Issu du décret n°2022-67 du 20 janvier 2022, le Pôle des crimes sériels ou non élucidés (PCSNE) a été installé à partir du 1er mars 2022 du tribunal judiciaire de Nanterre.
Il entre en fonction avec comme magistrat coordinateur Sabine Kheris, la juge d'instruction chargée notamment de l'affaire Estelle Mouzin. Deux autres magistrates rejoignent le pôle : Nathalie Turquey et Emmanuelle Ducos. Un quatrième juge devrait être affecté au pôle en 2025.
Ces magistrats sont accompagnés de trois greffiers et deux juristes assistants. Sont alors concernés 241 dossiers d’affaires non résolues. Ils se répartissent en  173 crimes non élucidés et 68 procédures de crimes en série.
Près d’un an après sa mise en fonctionnement, le tribunal judiciaire de Nanterre dresse un premier bilan et indique qu'au total, le pôle a été saisi de 77 procédures et a étudié 222 dossiers durant cette période. Sur ces 77 procédures, 67 sont des informations judiciaires et dix sont des enquêtes préliminaires, suivies par le parquet. Neuf d'entre elles sont des « parcours criminels », lesquels se basent sur le passé de plusieurs criminels connus, afin de savoir si ces personnes, déjà jugées et condamnées pour des affaires résolues (par exemple, Nordahl Lelandais, Jacques Rançon ou Patrice Alègre), seraient susceptibles d'être liées à des affaires non élucidées.
En avril 2023 est mis en service un local des scellés de 150 m2, spécialement construit pour garantir la bonne conservation de ces pièces. Au 29 janvier 2024, les scellés de 57 procédures y ont été réceptionnés (sur 93 saisines effectives).
Le 1er mars 2024, deux ans après sa création, 385 procédures ont été analysées par le parquet du pôle, qui a été saisi de 105 procédures (88 saisines de l’instruction, dont 11 parcours criminels, et 17 dossiers en enquête préliminaire dont un parcours criminel).

## Collaboration avec d'autres services
La Division des affaires non élucidées (Diane), créée par la Police judiciaire de la Gendarmerie nationale, est également consacrée aux affaires non résolues. Ce service doit travailler en lien étroit avec ce nouveau pôle dont la mission est également de faciliter l’entraide judiciaire et de permettre la coordination d'enquêtes souvent engagées depuis de nombreuses années et dispersées à travers tout le pays.

## Affaires suivies
De nombreux dossiers judiciaires traitant des affaires non élucidées ont été transférés au pôle de Nanterre dont, notamment,:
| - l'affaire des disparus de Boutiers (ou Affaire Méchinaud) (1972) ; - l'affaire Michèle Couturat (1980) ; - l'affaire Sylvie Le Helloco (1980) ; - l'affaire Pascale Lecam (1983) ; - l'affaire des disparus de l'Isère (1980 - 1996), dont : - l'affaire Ludovic Janvier (1983) ; - l'affaire Charazed Bendouiou (1987) ; - l'affaire Nathalie Boyer (1988) ; - l'affaire Fabrice Ladoux (1989) ; - l'affaire Christine Devauchelle (1982) ; - l'affaire Mathieu Haulbert (1983) ; - l'affaire des disparues de l'A6 (1984 - 2005) ; - l'affaire Perrine Vigneron (1987) ; - l'affaire Virginie Delmas (1987) ; - l'affaire Sabine Dumont (1987) ; - l'affaire Hemma Davy-Greedharry (1987) ; - l'affaire des disparus de Fontainebleau (1988) ; - l'affaire Marie-Angèle Domece (1988) ; - l'affaire Yannis Moré (1989) ; - l'affaire Joanna Parrish (1990) ; - l'affaire Marie-Hélène Audoye (1991) ; - l'affaire Marie-Claire Bégo (1991) ; | - l'affaire Lydie Logé, jeune femme de 29 ans disparue le 18 décembre 1993 à Saint-Christophe-le-Jajolet (Orne). En décembre 2020, le tueur en série Michel Fourniret est mis en examen dans cette affaire, ainsi que son ex-femme Monique Olivier le mois suivant. En janvier 2025, cette dernière avoue avoir assisté à l'enlèvement, une tentative de viol puis au meurtre de Lydie Logé, perpétré par son ex-mari, déjà condamné deux fois à la prison à perpétuité dans d'autres affaires et mort en mai 2021. - l'affaire Muriel Théron (1993) ; - l'affaire Tatiana Andújar, seul dossier de la série de meurtres de la gare de Perpignan resté non élucidé (1995) ; - l'affaire Marion Wagon (1996) ; - l'affaire Cécile Vallin (1997) ; - l'affaire Paquita Parra (1998) ; - l'affaire Leila Afif (2000) ; - l'affaire Suzanne Viguier (2000) ; - l'affaire Magalie Part (2001) ; - l'affaire Estelle Mouzin (2003) ; - l'affaire Jean-François André (2003) ; - l'affaire Christiane Commeau (2004) ; - les affaires d'Olivier Fargue (2004) et d'Yves-Laurent Grimault (2010) dans la Vienne ; - l'affaire Marine Boisseranc (2005) - l'affaire Caroline Marcel (2008) ; - l'affaire des disparus du Fort de Tamié (2011) ; - l'affaire Mathis Jouanneau (2011) ; - l'affaire Dupont de Ligonnès (2011) ; - l'affaire de la tuerie de Chevaline (2012) ; - l'affaire Maud Maréchal (2013) ; - l'affaire Miyreim Huysien (2017) ; - l'affaire Tiphaine Véron (2018). |

## Résolution des affaires
La première mise en examen du pôle date de janvier 2022 et concerne deux affaires de viols datant des années 1990. Dans le cadre de la procédure démarrée le 7 septembre 2022, un homme de 70 ans a été mis en examen en octobre 2022, qui était déjà mis en examen dans le cadre d'une autre affaire criminelle. Le pôle judiciaire a fait le rapprochement entre ces affaires non élucidées et cette affaire en raison des ressemblances du mode opératoire et du contexte des faits.

## Critiques et controverses
Selon l'avocat Didier Seban, qui a organisé une conférence de presse le 5 mars 2023 afin d'alerter la presse et le grand public sur le manque de moyens alloués au pôle de Nanterre, « les moyens ne sont toujours pas à la hauteur des ambitions ». 
Durant cette conférence, il appelle également à faire évaluer, plus précisément, le nombre exact de dossiers non résolus en France.